# Hohenlohekreis
Hohenlohekreis is een Landkreis in de Duitse deelstaat Baden-Württemberg. Op 31 december 2020 telde de Landkreis 112.765 inwoners op een oppervlakte van 776,75 km². Kreisstadt is de stad Künzelsau.

## Geschiedenis
Hohenlohekreis ontstond in 1973 door samenvoegingen van de voormalige Landkriese Öhringen en Künzelsau. De naam verwijst naar de vorstendommen van het geslacht Hohenlohe, waartoe een groot deel van het Landkreis tot 1803 behoorde.

## Steden en gemeenten
In Hohenlohekreis liggen de volgende steden en gemeenten:
| Steden | Gemeenten                                                                                                |
| --- | --- |
| 1. Forchtenberg 2. Ingelfingen 3. Krautheim 4. Künzelsau 5. Neuenstein 6. Niedernhall 7. Öhringen 8. Waldenburg | 1. Bretzfeld 2. Dörzbach 3. Kupferzell 4. Mulfingen 5. Pfedelbach 6. Schöntal 7. Weißbach 8. Zweiflingen |

### Samenwerkingsverbanden
De samenwerkingsverbanden in het Landkreis hebben 2 verschillende namen, namelijk:
- Vereinbarte Verwaltungsgemeinschaften
- Gemeindeverwaltungsverbände

De lichtere van die twee is de Vereinbarte Verwaltungsgemeinschaft. Bij deze vorm van samenwerking worden de minimale wettelijke taken toebedeeld aan de 'vervullende gemeente'. De term 'vervullende gemeente' wil zeggen de gemeente die de wettelijke taken uitvoert voor het samenwerkingsverband.

#### Verwaltungsgemeinschaften
- Künzelsau (Ingelfingen, Künzelsau)
- Öhringen (Öhringen, Pfedelbach, Zweiflingen)

#### Gemeindeverwaltungsverbände
- Hohenloher Ebene (Kupferzell, Neuenstein, Waldenburg)
- Kochertal (Forchtenberg, Niedernhall, Weißbach)
- Krautheim (Dörzbach, Krautheim, Mulfingen)

Alb-Donau-Kreis · Baden-Baden · Biberach · Bodenseekreis · Böblingen · Breisgau-Hochschwarzwald · Calw · Emmendingen · Enzkreis · Esslingen · Freiburg im Breisgau · Freudenstadt · Göppingen · Heidelberg · Heidenheim · Heilbronn (stad) · Landkreis Heilbronn · Hohenlohe · Karlsruhe (stad) · Landkreis Karlsruhe · Konstanz · Lörrach · Ludwigsburg · Main-Tauber-Kreis  · Mannheim · Neckar-Odenwald-Kreis · Ortenaukreis · Ostalbkreis · Pforzheim · Rastatt · Ravensburg · Rems-Murr-Kreis · Reutlingen · Rhein-Neckar-Kreis · Rottweil · Schwäbisch Hall · Schwarzwald-Baar-Kreis · Sigmaringen · Stuttgart · Tübingen · Tuttlingen · Ulm · Waldshut · Zollernalbkreis
Bretzfeld ·
Dörzbach ·
Forchtenberg ·
Ingelfingen ·
Krautheim ·
Künzelsau ·
Kupferzell ·
Mulfingen ·
Neuenstein ·
Niedernhall ·
Öhringen ·
Pfedelbach ·
Schöntal ·
Waldenburg ·
Weißbach ·
Zweiflingen